# Olivia Clark
Olivia Clark (Lincoln, 30 augustus 2001) is een voetbalspeelster uit Wales. Ze speelt als doelverdediger voor Leicester City WFC in de FA Women's Super League. Sinds 2024 is Clark daarnaast columnist voor BBC Sport.

## Clubcarrière
Clark begon als product van de Lincolnshire FA Centre of Excellence haar profcarrière bij Boston United. Hier speelde ze twee seizoenen in de Lincolnshire County Women's League alvorens ze overstapte naar Nettleham. Met deze club kwam ze uit in de National League, het derde Engelse niveau. In het seizoen 2019/20 kwam Clark in dezelfde competitie uit voor Huddersfield Town FC. In 2020 verliet ze deze club voor Coventry United FC, waardoor ze promoveerde naar de Championship. Voorafgaande aan het seizoen 2022/23 stapte Clark over naar competitiegenoot Bristol City. Met de club uit Bristol promoveerde ze in het seizoen 2022/23 naar de Super League. In het seizoen 2023/24 werd Clark verhuurd aan Watford FC, uitkomend in de Championship. In oktober 2023 werd ze echter vervroegd teruggehaald naar Bristol City. Clark maakte haar debuut in de Super League op 22 oktober 2023 in een thuiswedstrijd tegen Arsenal WFC. Ze kwam tot zeven wedstrijden dat seizoen en degradeerde met haar club terug naar de Championship. Na de degradatie vertrok Clark bij de club.
Op 9 augustus 2024 werd bekend dat Clark een tweejarig contract had getekend bij FC Twente. Met de Tukkers komt ze uit in de Vrouwen Eredivisie en in de groepsfase van de Champions League. Ze was tot december 2024 eerste keus onder de lat bij FC Twente totdat ze deze plek kwijtraakte aan Daniëlle de Jong. Op 24 januari 2025 besloot Clark om per direct de overstap te maken naar het Engelse Leicester City WFC, dat op zoek was naar een nieuwe keepster na het vertrek van Lize Kop.

## Statistieken
| Seizoen | Club                 | Competitie                  | Competitie | Competitie | Beker | Beker | Champions League | Champions League | Overig | Overig | Totaal | Totaal |
| Seizoen | Club                 | Competitie                  | Wed.       | Dlp.       | Wed.  | Dlp.  | Wed.             | Dlp.             | Wed.   | Dlp.   | Wed.   | Dlp.   |
| ------- | -------------------- | --------------------------- | ---------- | ---------- | ----- | ----- | ---------------- | ---------------- | ------ | ------ | ------ | ------ |
| 2018/19 | Nettleham            | National League D1 Midlands | 16         | 0          | 3     | 0     | -                | -                | 0      | 0      | 19     | 0      |
| 2019/20 | Huddersfield Town FC | National League North       | 8          | 0          | 5     | 0     | -                | -                | 0      | 0      | 13     | 0      |
| 2020/21 | Coventry United FC   | Championship                | 3          | 0          | 1     | 0     | -                | -                | 0      | 0      | 4      | 0      |
| 2021/22 | Coventry United FC   | Championship                | 10         | 0          | 3     | 0     | -                | -                | 0      | 0      | 13     | 0      |
| 2022/23 | Bristol City WFC     | Championship                | 0          | 0          | 4     | 0     | -                | -                | 0      | 0      | 4      | 0      |
| 2023/24 | Watford FC           | Championship                | 6          | 0          | 0     | 0     | -                | -                | 0      | 0      | 6      | 0      |
| 2023/24 | Bristol City WFC     | Super League                | 7          | 0          | 1     | 0     | -                | -                | 0      | 0      | 7      | 0      |
| 2024/25 | FC Twente            | Vrouwen Eredivisie          | 7          | 0          | 0     | 0     | 9                | 0                | 1      | 0      | 17     | 0      |
| 2024/25 | Leicester City WFC   | Super League                | 0          | 0          | 0     | 0     | -                | -                | 0      | 0      | 0      | 0      |
| Totaal  | Totaal               | Totaal                      | 56         | 0          | 17    | 0     | 9                | 0                | 1      | 0      | 83     | 0      |

Bijgewerkt t/m 24 januari 2025.

## Interlandcarrière
Clark werd in 2017 voor het eerst opgeroepen voor Wales.  Van 2018 tot 2020 kwam ze uit voor Wales onder 19. Op 15 juni 2021 maakte Clark haar debuut voor Wales in een vriendschappelijke wedstrijd tegen Schotland door in de 77ste minuut in te vallen voor Laura O'Sullivan. In 2024 was Clark eerste keepster van de selectie van Wales dat de eerste plaats wist te behalen in League B van de kwalificaties voor het EK 2025 in Zwitserland.